# Auto Focus
Ne doit pas être confondu avec Autofocus.
Pour plus de détails, voir Fiche technique et Distribution.
Auto Focus est un film américain réalisé par Paul Schrader et sorti en 2002. Il s'agit d'une adaptation du livre The Murder of Bob Crane de Robert Graysmith revenant sur la mort de Bob Crane, acteur notamment connu pour la série télévisée Papa Schultz dans les années 1960-1970.

## Synopsis
Dans les années 1960, l'acteur Bob Crane est l'animateur vedette d'une émission de radio à succès. Il est également père de famille et époux comblé. Lorsqu'il accepte le rôle vedette d'une série humoristique, Papa Schultz, c'est le début d'une gloire destructrice. Sa rencontre avec le technicien vidéo John Henry Carpenter le pousse à développer une obsession de l'image, ainsi que des femmes. Au fil des années, dans une quête de plaisir et de sexe, Bob Crane perd peu à peu sa famille, sa carrière et lui-même.
Au fil des années, la relation entre Bob Crane et John Henry Carpenter évolue dangereusement. L'acteur divorce de sa femme Anne avant d'épouser Sigrid Valdis, sa partenaire dans Papa Schultz. Après l'arrêt de la série, Bob Crane a du mal à retrouver du travail et fait face à un manque d'argent. Alors que Disney l'engage pour le film familial Superdad (1973), sa réputation d'obsédé sexuel et de pornographie met son image en péril. Il n'officie ensuite plus que dans des dîners-spectacles dans des villes de taille moyenne. L'ancienne vedette essaie en vain de prendre ses distances avec Carpenter. Leurs escapades sexuelles se poursuivent, jusqu'à une brouille à Scottsdale en Arizona en juin 1978. Bob Crane est retrouvé mort dans sa chambre de motel. Carpenter sera jugé pour le meurtre avant d'être acquitté en 1994.

## Fiche technique
Sauf indication contraire, les informations mentionnées dans cette section peuvent être confirmées par la base de données cinématographiques IMDb,  présente dans la section « Liens externes ».
- Titre original et français : Auto Focus
- Réalisation : Paul Schrader
- Scénario : Michael Gerbosi, d'après l'ouvrage The Murder of Bob Crane de Robert Graysmith
- Musique : Angelo Badalamenti
- Photographie : Jeffrey Greeley et Fred Murphy
- Montage : Kristina Boden (en)
- Costumes : Julie Weiss
- Production : Scott Alexander, Alicia Allain, Patrick Dollard, Larry Karaszewski, Brian Oliver et Todd Rosken
- Société de production : Focus Puller Inc., Good Machine et Propaganda Films
- Sociétés de distribution : Sony Pictures Classics (États-Unis), Columbia TriStar Films (France)
- Pays de production :  États-Unis
- Langue originale : anglais
- Format : Couleur - Dolby Digital - SDDS - 35 mm - 1.85:1
- Genre : drame biographique, policier
- Durée : 105 minutes
- Dates de sortie[1] :
  - Canada : 8 septembre 2022 (festival de Toronto - Special Presentations)
  - États-Unis : 18 octobre 2022 (sortie limitée)
  - États-Unis : 1er novembre 2022
  - France : 16 avril 2003
- Classification[2] :
  - États-Unis : R
  - France : interdit aux moins de 12 ans

## Distribution
- Greg Kinnear (VF : Arnaud Bedouët) : Bob Crane
- Willem Dafoe (VF : Éric Herson-Macarel) : John Henry Carpenter
- Maria Bello : Patricia Olson, dite Sigrid Valdis
- Rita Wilson (VF : Anne Rondeleux) : Anne Crane
- Ron Leibman (VF : Bernard Tiphaine) : Lenny
- Michael E. Rodgers : Richard Dawson
- Kurt Fuller (VF : Michel Prud'homme) : Werner Klemperer
- Bruce Solomon (en) : Edward H. Feldman
- Cheryl Lynn Bowers : Cynthia Lynn
- Christopher Neiman : Robert Clary
- Lyle Kanouse : John Banner
- Joe Grifasi : l'annonceur du club de striptease
- Don McManus (en) (VF : Lionel Tua) : le prêtre
- Michael McKean (VF : Philippe Catoire) : le patron de la société fabriquant du matériel vidéo
- Ed Begley Jr. : Mel Rosen
- Vyto Ruginis : Nickie D

## Production
Le tournage a lieu en Californie — Los Angeles (Tarzana, Barwick Studios, ...), West Hollywood, Mecca, vallée de Coachella, Palm Springs — ainsi qu'à New York et en Arizona.

## Controverse
En 2002, Sigrid Valdis, femme de Bob Crane, et leur fils Robert Scott Crane, contestent la façon dont l'acteur est présenté dans le film de Paul Schrader et convoquent la presse afin de présenter leur version des faits[réf. nécessaire].